# Cooma (Marskrater)
Cooma ist ein 1991 registrierter Krater auf dem Mars mit einem Durchmesser von rund 18 Kilometern.
Benannt wurde der Krater nach der Stadt Cooma im Süden des australischen Bundesstaats New South Wales.